# John Woolf
Sir John Woolf (* 15. März 1913 in London; † 28. Juni 1999 ebenda) war ein britischer Filmproduzent, der 1969 für den Film Oliver mit dem Oscar in der Kategorie Bester Film ausgezeichnet wurde.

## Leben
Woolf erhielt seine Bildung am Eton College sowie am Institut Montana in der Schweiz.
Bereits Woolfs Vater, C. M. Woolf, war als Filmproduzent in der britischen Filmindustrie tätig gewesen. Dieser begründete General Film Distributors, bei der John Woolf auch mitwirkte. Während des Zweiten Weltkriegs dient Woolf in der Army und wurde mit dem US Bronze Star ausgezeichnet.
Zusammen mit seinem jüngeren Bruder James Woolf gründete er 1948 die Filmproduktionsfirma Romulus Films. 1958 folgte die Gründung von Anglia Television. Nach dem Tod seines Bruders 1967 arbeitete Woolfs als alleiniger Produzent weiter. 1983 zog er sich als Geschäftsführer von Anglia Television zurück, 1988 erfolgte sein endgültiger Ruhestand.
Der 1959 produzierte Film Der Weg nach oben brachte Woolf und seinem Bruder die erste Oscar-Nominierung ein. 1969 wurde Woolf für Oliver mit diesem ausgezeichnet.
1975 wurde Woolfs zum Ritter ernannt.
Woolf war drei Mal verheiratet.

## Filmografie (Auswahl)
- 1951: African Queen (The African Queen)
- 1952: Moulin Rouge
- 1955: I Am a Camera
- 1955: Mantel nach Maß (The Bespoke Overcoat)
- 1959: Der Weg nach oben (Room at the Top)
- 1962: Das indiskrete Zimmer (The L-Shaped Room)
- 1968: Oliver
- 1973: Der Schakal (The Day of the Jackal)
- 1974: Die Akte Odessa (The Odessa File)
- 1979–1988: Die unglaublichen Geschichten von Roald Dahl (Tales of the Unexpected)